# Ferhat Görgülü
Ferhat Görgülü (* 28. Oktober 1991 in Veendam) ist ein niederländisch-türkischer Fußballspieler.

## Karriere
Görgülü kam 1991 als Sohn türkischstämmiger Eltern im niederländischen Veendam auf die Welt. Hier begann er mit dem Vereinsfußball in der Jugend von Veendam 1894 und durchlief anschließend die Nachwuchsabteilung von SC Heerenveen und SC Veendam. Zum Sommer 2010 wurde er beim Eerste-Divisie-Verein SC Veendam in den Profikader integriert. In seiner ersten Saison absolvierte Görgülü dann drei Ligaspiele. Die Hinrunde der Saison 2011/12 verbrachte er bei SC Veendam, während er die Rückrunde beim FC Groningen spielte. Zum Sommer 2012 wechselte er dann innerhalb der Liga zu FC Oss. Bei diesem Verein gelang ihm auf Anhieb der Sprung in die Stammformation. So absolvierte er bis zum Saisonende 28 Ligaspiele, in denen er zweimal traf.
Aufgrund seiner Leistungen bei Oss wurde der türkische Erstligist Gençlerbirliği Ankara auf Görgülü aufmerksam und verpflichtete ihn zum Sommer 2013. Nach vier Jahren bei den Hauptstädtern zog er im Sommer 2017 innerhalb der Süper Lig zu Kardemir Karabükspor weiter.